# Processeur autosynchrone
 (décembre 2015).
Si vous disposez d'ouvrages ou d'articles de référence ou si vous connaissez des sites web de qualité traitant du thème abordé ici, merci de compléter l'article en donnant les références utiles à sa vérifiabilité et en les liant à la section « Notes et références ».
Les processeurs autosynchrones sont des types particuliers de processeurs qui n'ont pas d'horloge, l'impulsion de l'horloge est remplacée par une impulsion du dernier élément du processeur, qui signifie « j'ai fini, on passe à la suite ».
Ils sont rapides, et on peut considérer que l'horloge est remplacée par une boucle réflexe : dès qu'un processus est fini, une impulsion similaire à celle envoyée par l'horloge (inexistante) est envoyée..
Ces processeurs servent surtout de transition entre les processeurs synchrones et les processeurs asynchrones.